# Розмірність Гаусдорфа

Трикутник Серпінського. Простір з фрактальною розмірністю log_{2} 3 або ln3/ln2, що прибл. дорівнює 1.585

Розмірність Гаусдорфа — розмірність множини (в метричному просторі) дорівнює {\displaystyle \liminf \limits _{n\rightarrow \infty }{\frac {\ln(\rho (n))}{\ln(n)}}}, де {\displaystyle \rho (n)} — мінімальне число множин діаметра {\displaystyle 1/n}, якими можна покрити множину. Наприклад, у тривимірному евклідовому просторі Гаусдорфова розмірність скінченної множини рівна нулю, розмірність гладкої кривої — одиниці, розмірність гладкої поверхні — двійці і розмірність множини додатного об'єму — трьом. Для фрактальних множин розмірність Гаусдорфа може набувати дробових значень.

### Означення
Означення розмірності Гаусдорфа складається з декількох кроків. Нехай {\displaystyle M} — обмежена множина у метричному просторі {\displaystyle X}. Наприклад, нехай {\displaystyle X=R^{n}}.

### δ{\displaystyle \delta }-покриття
Нехай {\displaystyle \delta >0,\delta \in R}.
Не більш ніж зліченну сім'ю {\displaystyle \{U_{i}\}_{i\in I}} підмножин простору {\displaystyle X} будемо називати {\displaystyle \delta }-покриттям множини {\displaystyle M}, якщо виконуються такі дві властивості:
- {\displaystyle M\subset \bigcup _{i\in I}U_{i}}
- для всіх {\displaystyle i\in I} діаметр {\displaystyle {\text{diam }}U_{i}<\delta } (для всіх {\displaystyle i\in I} діаметр множин {\displaystyle U_{i}} менший за {\displaystyle \delta }.

### ρ-міра Гаусдорфа
Нехай {\displaystyle \rho >0}. Нехай {\displaystyle \Theta =\{U_{i}\}_{i\in I}} — покриття множини {\displaystyle M}. Визначимо наступну функцію, яка в деякому плані визначає розмір цього покриття: {\displaystyle F_{\rho }(\Theta ):=\sum \limits _{i\in I}(\operatorname {diam} \,U_{i})^{\rho }}. Позначимо через {\displaystyle M_{\rho }^{\delta }(M)} «мінімальний розмір» {\displaystyle {\delta }}-покриття множини {\displaystyle M}: {\displaystyle M_{\rho }^{\delta }(M):=\inf(F_{\rho }(\Theta ))}, де інфімум береться по всіх {\displaystyle \delta }-покриттях множини {\displaystyle M}. Очевидно, що функція {\displaystyle M_{\rho }^{\delta }(M)} спадає по {\displaystyle \delta }. Отже, у неї є скінченна або нескінченна границя при {\displaystyle \delta \rightarrow 0}: {\displaystyle M_{\rho }(M)=\lim \limits _{\delta \rightarrow 0+}M_{\rho }^{\delta }(M)}. Величина {\displaystyle M_{\rho }(M)} називається {\displaystyle \rho }-мірою Гаусдорфа множини {\displaystyle M}.

### Властивості ρ-міри Гаусдорфа
- {\displaystyle \rho }-міра Гаусдорфа є борелівською мірою на {\displaystyle X}.
- з точністю до множення на коефіцієнт: 1-міра Гаусдорфа для гладких кривих збігається з їх довжиною; 2-міра Гаусдорфа для гладких поверхонь збігається з їх площею; {\displaystyle d}- міра Гаусдорфа множин у {\displaystyle \mathbb {R} ^{d}} збігається з їхнім {\displaystyle d}-мірним об'ємом.
- {\displaystyle M_{\rho }(M)} спадає по {\displaystyle \rho }. Більш того для будь-якої множини {\displaystyle M} існує критичне значення {\displaystyle \rho _{0}}, таке, що:
  - {\displaystyle M_{\rho }(M)=0} для всіх {\displaystyle \rho >\rho _{0}}
  - {\displaystyle M_{\rho }(M)=+\infty } для всіх {\displaystyle \rho <\rho _{0}} Значення {\displaystyle M_{\rho _{0}}(M)} може бути нульовим, скінченним або нескінченним.

### Визначення розмірності Гаусдорфа
Розмірністю Гаусдорфа множини {\displaystyle M} називається число {\displaystyle \rho _{0}} з попереднього пункту.

## Властивості розмірності Гаусдорфа
- Розмірність Гаусдорфа будь-якої множини не більша за нижню та верхню розмірності Мінковського.
- Розмірність Гаусдорфа не більш ніж зліченного об'єднання множин дорівнює максимальній розмірності об'єднаних множин. Зокрема, додавання зліченної множини до будь-якої множини не змінює її розмірності.
- Для самоподібних множин розмірність Гаусдорфа може бути обчислена явно. Неформально, якщо множина розбивається на {\displaystyle n} частин, подібних до вихідної множини з коефіцієнтами {\displaystyle r_{1},r_{2},\dots ,r_{n}}, то її розмірність {\displaystyle s} є розв'язком рівняння {\displaystyle r_{1}^{s}+r_{2}^{s}+\dots +r_{n}^{s}=1}. Наприклад, розмірність множини Кантора дорівнює {\displaystyle \ln 2/\ln 3} (розбивається на дві частини, коефіцієнт подібності 1/3), а розмірність трикутника Серпінського — {\displaystyle \ln 3/\ln 2} (розбивається на 3 частини, коефіцієнт подібності 1/2).